# The Way of Man
The Way of Man is een Amerikaanse stomme en korte film uit 1909 onder regie van D.W. Griffith.

## Verhaal
Een minnaar raakt betrokken in een ongeluk, waarna ze haar twijfelt over haar affaire.

## Rolverdeling
| Acteur             | Personage       |
| ------------------ | --------------- |
| Arthur V. Johnson  | Tom Hearne      |
| Florence Lawrence  | Mabel Jarrett   |
| Mary Pickford      | Winnie          |
| Flora Finch        | De Moeder       |
| James Kirkwood     | De Vader        |
| Owen Moore         | Man op Bruiloft |
| Anthony O'Sullivan | Butler          |
| Mack Sennett       | Butler          |